# Sara Douglass
Sara Warneke (Penola, 2 juni 1957 – Hobart, 27 september 2011) was een Australische fantasyschrijfster, bekend onder haar pseudoniem Sarah Douglass.
Ze is vooral bekend van haar romans die spelen in de wereld van The Axis Trilogy. Ze won ermee onder andere de 1996 Aurealis Fantasy division award. Daarnaast schreef ze de twee historische fantasy-series, The Crucible en The Troy Game.
- Bibliothèque nationale de France: cb15006158w (data)
- Gemeinsame Normdatei: 124147836
- International Standard Name Identifier: 0000 0000 7846 7218
- Library of Congress Control Number: n97119951
- Nationale Bibliotheek van Tsjechië: mzk2008453191
- Nationale Bibliotheek van Israël: 987007445079105171
- Système universitaire de documentation: 121094448
- Virtual International Authority File: 84745691
- WorldCat: E39PBJwhwgMXFmKJxkVD6Hjgrq